# Laguna (stacja metra)
Laguna – stacja metra w Madrycie, na linii 6. Znajduje się w dzielnicy Latina, w Madrycie i zlokalizowana jest pomiędzy stacjami Carpetana i Lucero. Została otwarta 1 czerwca 1983.